# Nethinius bicoloritarsis
Nethinius bicoloritarsis là một loài bọ cánh cứng trong họ Cerambycidae.